# Матеја Зувић
Матеја Зувић (Београд, 13. фебруара 2000) српски је фудбалер који тренутно наступа за панчевачки Железничар, на позајмици из Чукаричког.

## Статистика

### Клупска
Ажурирано 27. јануар 2022.
|                   |          |                  |    |    |   |   |   |   |   |   |    |    |  |  |
| Напредак Крушевац | 2020/21. | Суперлига Србије | 1  | 0  | 1 | 0 | — | — | — | — | 2  | 0  |  |  |
|                   |          |                  |    |    |   |   |   |   |   |   |    |    |  |  |
| Жарково           | 2020/21. | Прва лига Србије | 9  | 0  | — | — | — | — | — | — | 9  | 0  |  |  |
| Жарково           | 2021/22. | Прва лига Србије | 20 | 10 | 1 | 0 | — | — | — | — | 21 | 10 |  |  |
| Жарково           | Укупно   | Укупно           | 29 | 10 | 1 | 0 | — | — | — | — | 30 | 10 |  |  |
|                   |          |                  |    |    |   |   |   |   |   |   |    |    |  |  |
| Каријера          | Каријера | Каријера         | 30 | 10 | 2 | 0 | — | — | — | — | 32 | 10 |  |  |
|                   |          |                  |    |    |   |   |   |   |   |   |    |    |  |  |

### Утакмице у дресу репрезентације
| Репрезентација Србије у узрасту до 17 година старости | Репрезентација Србије у узрасту до 17 година старости | Репрезентација Србије у узрасту до 17 година старости | Репрезентација Србије у узрасту до 17 година старости | Репрезентација Србије у узрасту до 17 година старости | Репрезентација Србије у узрасту до 17 година старости | Репрезентација Србије у узрасту до 17 година старости | Репрезентација Србије у узрасту до 17 година старости | Репрезентација Србије у узрасту до 17 година старости | Репрезентација Србије у узрасту до 17 година старости |
| #                                                     | Датум                                                 | Такмичење                                             | Локација                                              | Домаћин                                               | Резултат                                              | Гост                                                  | Гол                                                   | Реф.                                                  |                                                       |
| ----------------------------------------------------- | ----------------------------------------------------- | ----------------------------------------------------- | ----------------------------------------------------- | ----------------------------------------------------- | ----------------------------------------------------- | ----------------------------------------------------- | ----------------------------------------------------- | ----------------------------------------------------- | ----------------------------------------------------- |
| 1.                                                    | 2. март 2017.                                         | Пријатељска утакмица                                  | Етно село Станишићи                                   | Босна и Херцеговина                                   | 1 : 1                                                 | Србија                                                |                                                       | [ 9 ]                                                 |                                                       |
| 2.                                                    | 27. април 2017.                                       | Пријатељска утакмица                                  | Кућа фудбала, Стара Пазова                            | Србија                                                | 5 : 1                                                 | Украјина                                              |                                                       | [ 10 ]                                                |                                                       |
| 3.                                                    | 4. мај 2017.                                          | Европско првенство                                    | Стадион Поморца, Кострена                             | Србија                                                | 1 : 0                                                 | Република Ирска                                       |                                                       | [ 11 ]                                                |                                                       |
| 4.                                                    | 7. мај 2017.                                          | Европско првенство                                    | Стадион Поморца, Кострена                             | Србија                                                | 1 : 3                                                 | Немачка                                               |                                                       | [ 12 ]                                                |                                                       |
| 5.                                                    | 10. мај 2017.                                         | Европско првенство                                    | Стадион Поморца, Кострена                             | Босна и Херцеговина                                   | 1 : 0                                                 | Србија                                                |                                                       | [ 13 ]                                                |                                                       |
| 6.                                                    | 7. јун 2017.                                          | Пријатељска утакмица                                  | Стадион у Капошвару                                   | Србија                                                | 0 : 0                                                 | Индија                                                |                                                       | [ 14 ]                                                |                                                       |
| 6                                                     | Укупан број утакмица и постигнутих погодака           | Укупан број утакмица и постигнутих погодака           | Укупан број утакмица и постигнутих погодака           | Укупан број утакмица и постигнутих погодака           | Укупан број утакмица и постигнутих погодака           | Укупан број утакмица и постигнутих погодака           | 0                                                     | [ 15 ]                                                |                                                       |